# Prima Categoria 1963-1964
Il campionato di Prima Categoria 1963-1964 è stato il quinto livello del campionato italiano di calcio. A carattere regionale, fu il quinto campionato dilettantistico con questo nome dopo la riforma voluta da Zauli del 1958.

## Campionati
- Prima Categoria Abruzzo 1963-1964
- Prima Categoria Basilicata 1963-1964
- Prima Categoria Calabria 1963-1964
- Prima Categoria Campania 1963-1964 con Molise
- Prima Categoria Emilia-Romagna 1963-1964
- Prima Categoria Friuli-Venezia Giulia 1963-1964
- Prima Categoria Lazio 1963-1964
- Prima Categoria Liguria 1963-1964
- Prima Categoria Lombardia 1963-1964
- Prima Categoria Marche 1963-1964
- Prima Categoria Piemonte-Valle d'Aosta 1963-1964
- Prima Categoria Puglia 1963-1964
- Prima Categoria Sardegna 1963-1964
- Prima Categoria Sicilia 1963-1964
- Prima Categoria Toscana 1963-1964
- Prima Categoria Tridentina 1963-1964
- Prima Categoria Umbria 1963-1964
- Prima Categoria Veneto 1963-1964